# Laboratoire souterrain de Modane
 (avril 2022).
Pour les articles homonymes, voir LSM.
Inauguré en 1982 à 1 700 m sous la montagne au milieu du tunnel routier du Fréjus (Savoie), le laboratoire souterrain de Modane (en abrégé LSM) est un laboratoire français, et depuis 2019, une plateforme nationale du Laboratoire de Physique Subatomique et de Cosmologie de Grenoble (LPSC).
Des expériences de recherche fondamentale en physique des particules et astrophysique y sont menées à l'abri des rayons cosmiques. Alors que huit à dix millions de rayons cosmiques atteignent chaque jour chaque mètre-carré de la surface de la Terre, seuls quatre rayons cosmiques par mètre-carré et par jour parviennent jusqu'au laboratoire. Le LSM est ainsi le laboratoire souterrain le plus profond d'Europe et un des trois meilleurs mondiaux. S'étendant sur 600 mètres carrés, le laboratoire est constamment climatisé pour échapper aux températures importantes dues à la conjonction du fonctionnement des machines et du passage automobile voisin, dans le tunnel.
En 2005, un accord de partenariat (Laboratoire international associé) a été signé avec l'Institut unifié de recherches nucléaires de Doubna (Russie). Il a été reconduit en 2009 en intégrant un nouveau partenaire : l'université technique de Prague (République Tchèque).

## Accès
Le laboratoire est accessible via des portes s'ouvrant sur l'abri anti-incendie n°6 du Tunnel du Fréjus. Des places de parking du côté opposé du tunnel permettent de garer les véhicules ; il est nécessaire aux personnels et visiteurs de traverser la voie, munis de gilets de sécurité. Pour la desserte en matériels, il est possible de faire venir un camion court dans l'abri en coupant brièvement le trafic dans le tunnel le temps de la manœuvre.

## Expériences
Les expériences de physique des particules se déroulant au LSM sont les expériences EDELWEISS (recherche de la matière noire), NEMO (génération 3 achevée en 2011), devant donner lieu à SuperNEMO), TGV (Télescope Germanium Vertical - recherche de la Double désintégration bêta), et SHIN (recherche d'isotopes de longue durée de vie d’éléments super lourds).
D'autres expériences de microélectronique, de biologie, de spectrométrie gamma ou d'étude des neutrons profitent des conditions bas bruit de fond du LSM.

### Découvertes et observations
- 1983-1988 : recherche de désintégration de proton, dont le temps de vie s'avérant plus long que prévu conduit à l'élimination de la théorie SU5.
- 2011 : démontage de l'expérience Nemo de recherche des désintégrations double bêta sans émission de neutrino. Après sept ans de prises de données, la limite inférieure observée de la demi-vie du processus double bêta sans neutrino du molybdène-100 est de 1 024 années. Selon les modèles nucléaires, cela correspond à une masse effective du neutrino inférieure à 0,5–1,0 eV.
- Mars 2011 : résultat final d'une recherche de WIMP menée avec les détecteurs Ge-ID[8]. La collaboration EDELWEISS a effectué une recherche de matière noire sous forme de WIMPs avec un ensemble de dix détecteurs cryogéniques de 400 g en germanium, au laboratoire souterrain de Modane. L'utilisation combinée de senseurs thermiques et d'électrodes avec une géométrie interdigitée permet la réjection efficace de la radioactivité gamma ainsi que des interactions proches de la surface. Une exposition effective totale de 384 kg.jours a été obtenue, essentiellement après une opération continue de quatorze mois. Cinq candidats reculs nucléaires sont observés au-dessus de 20 keV, alors que le bruit de fond estimé est de moins de trois événements. Le résultat est interprété en termes de limites sur la section efficace spin-indépendante d'interaction WIMP-nucléon. Une section efficace de 4,4 × 10−8 pb est exclue à 90 % pour une masse de WIMP de 85 GeV. De nouvelles contraintes sont aussi apportées sur les modèles pour lesquels la diffusion WIMP-nucléon est inélastique.

### Projets
- Le projet SUPERNEMO[9] vise à doter le LSM d'un détecteur NEMO plus puissant, apte à détecter une radioactivité double-bêta issue de neutrinos de masse comprise entre 0,0001 eV et 1 eV.
- Le projet international MEMPHYS (MEgatonne Mass PHYSics) de recherche et étude d'événements rares induits par les neutrinos terrestres et extraterrestres, est pressenti pour être installé au LSM[10] dans le cadre du projet européen LAGUNA[11].
- Le projet EURECA[12] a vocation à succéder à EDELWEISS.

## Galerie

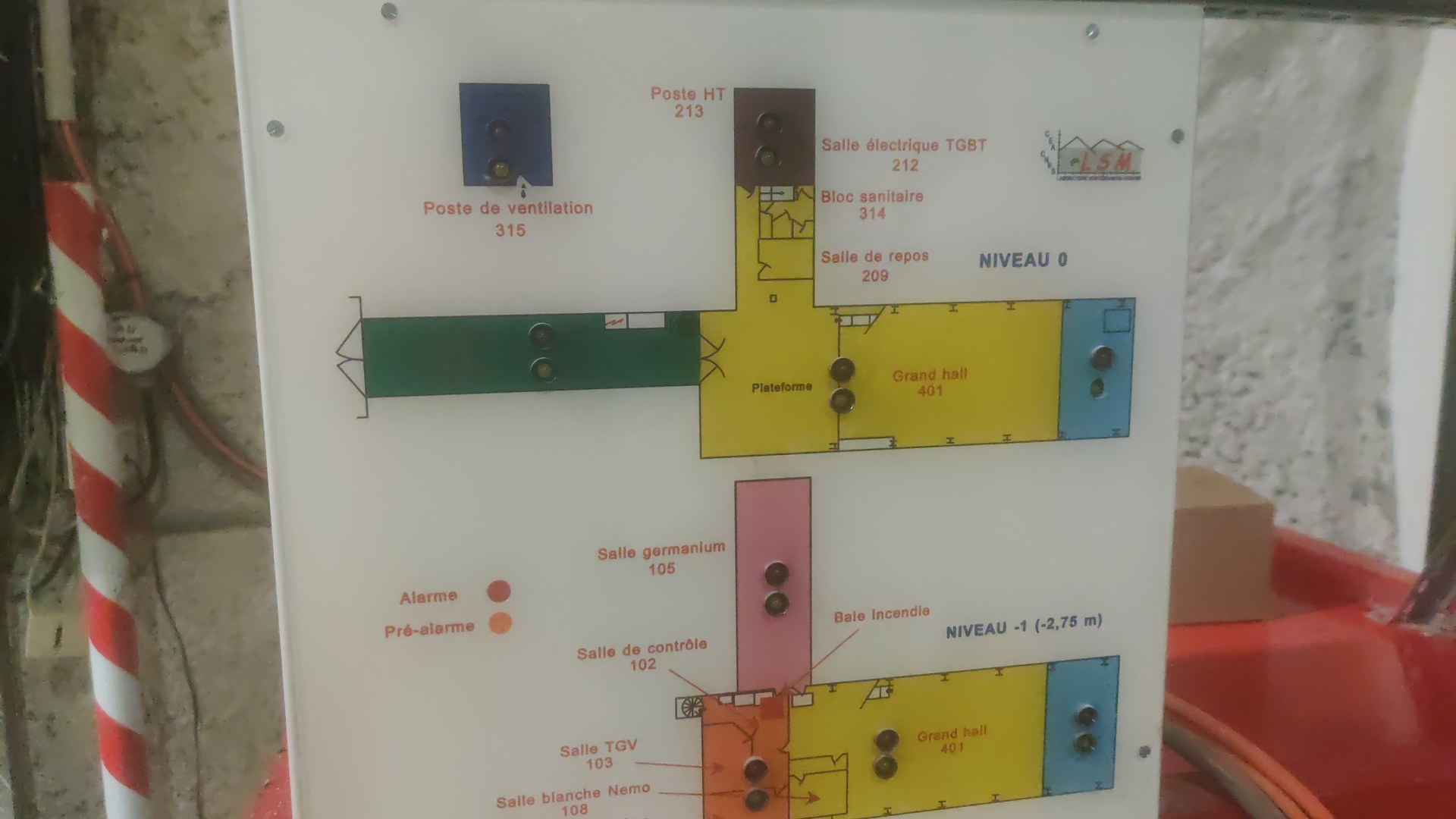
Plan du laboratoire, sur deux niveaux
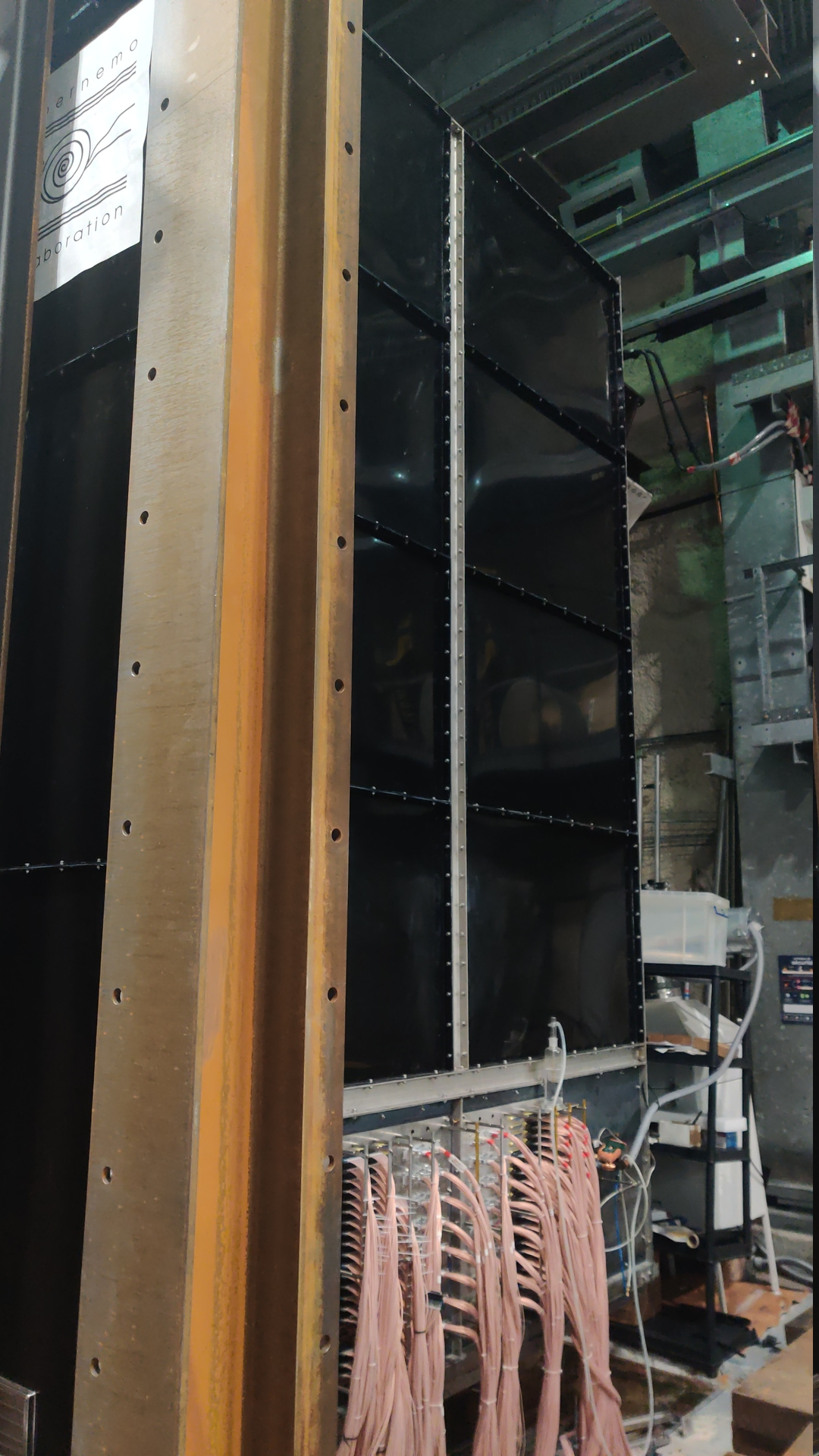
Démonstrateur de l'expérience SuperNémo
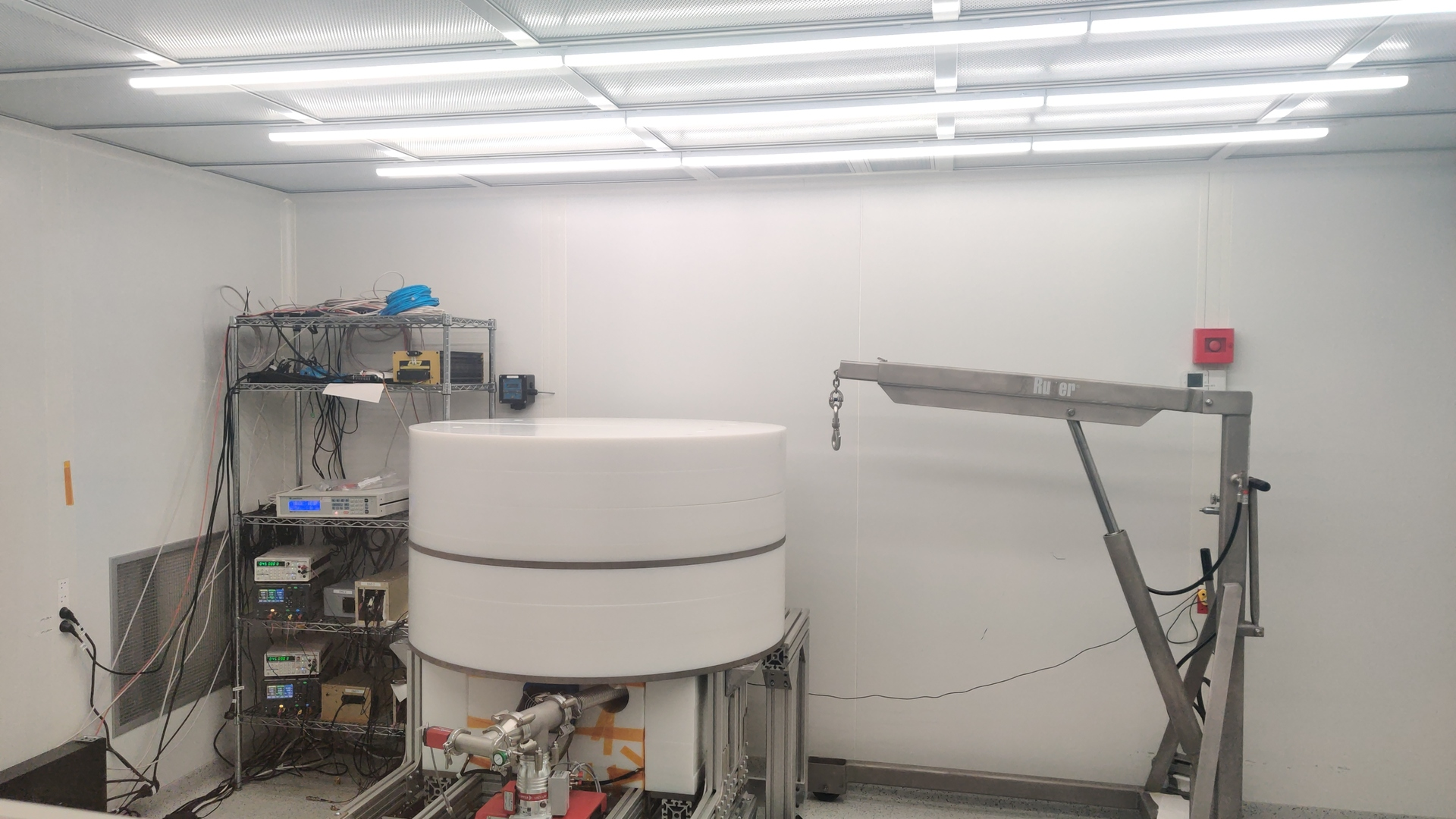
Salle blanche de l'expérience DAMIC-M
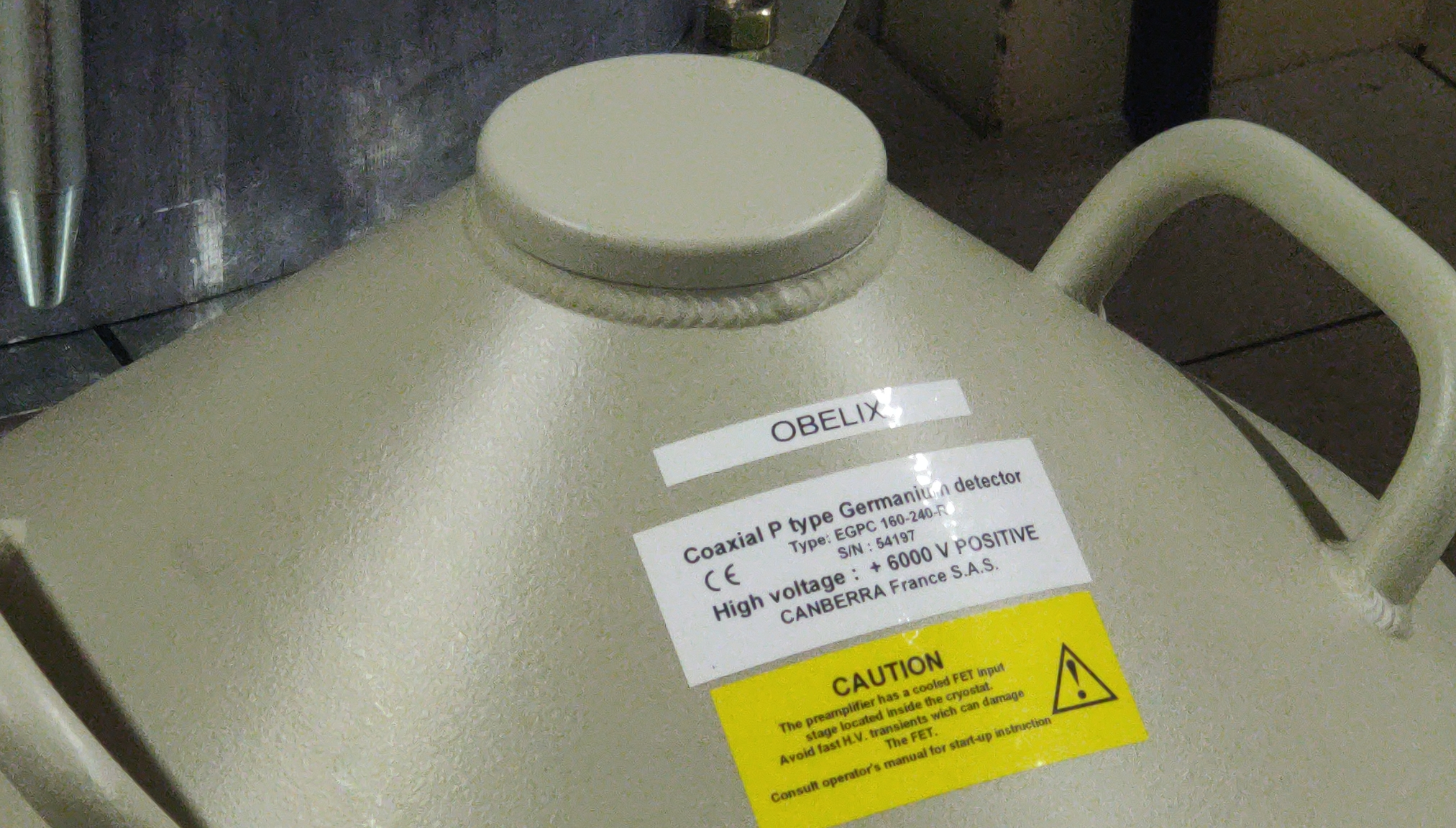
Détecteur de germanium "Obélix"
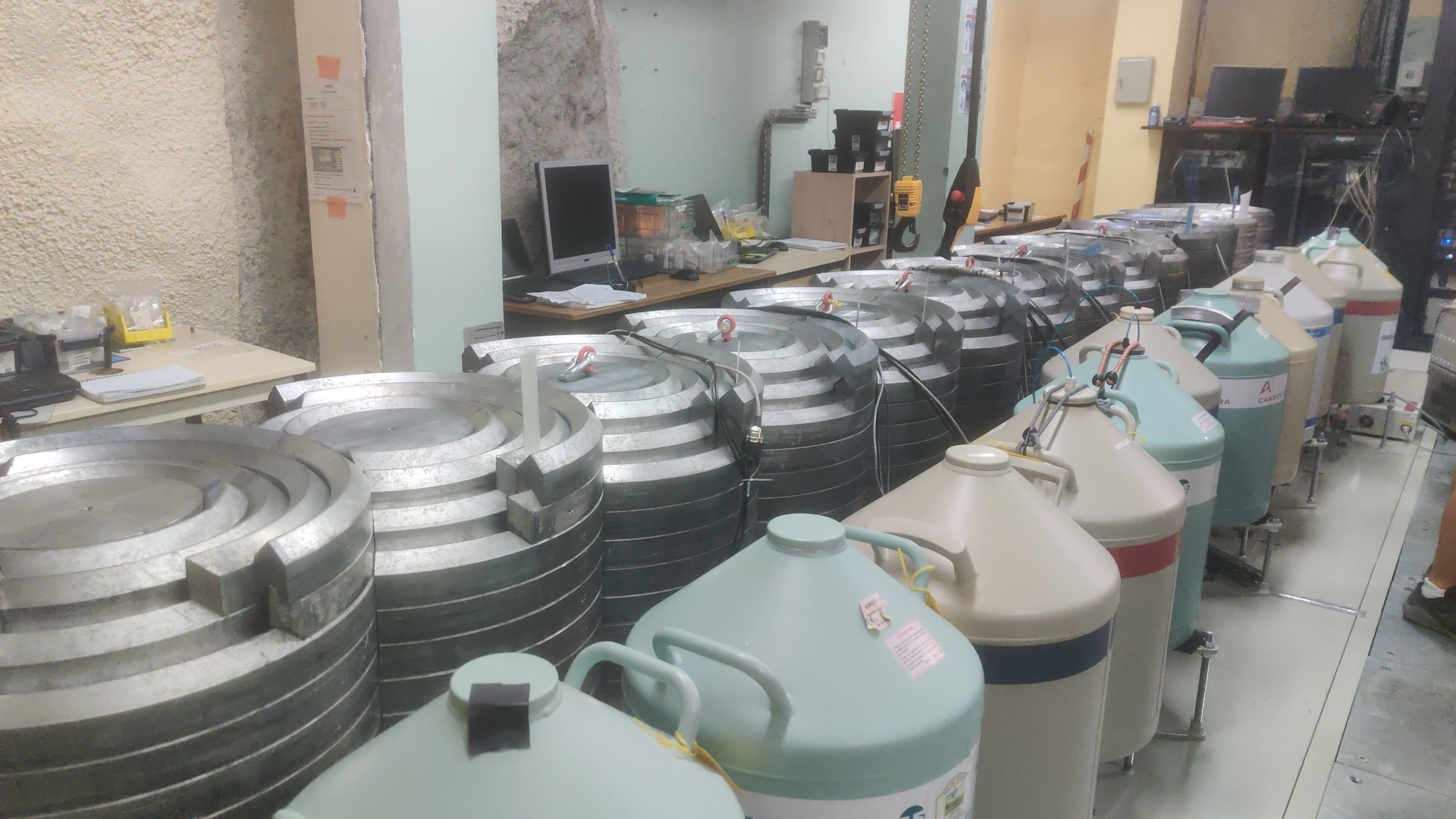
Salle TGV (Télescope Germanium Vertical)
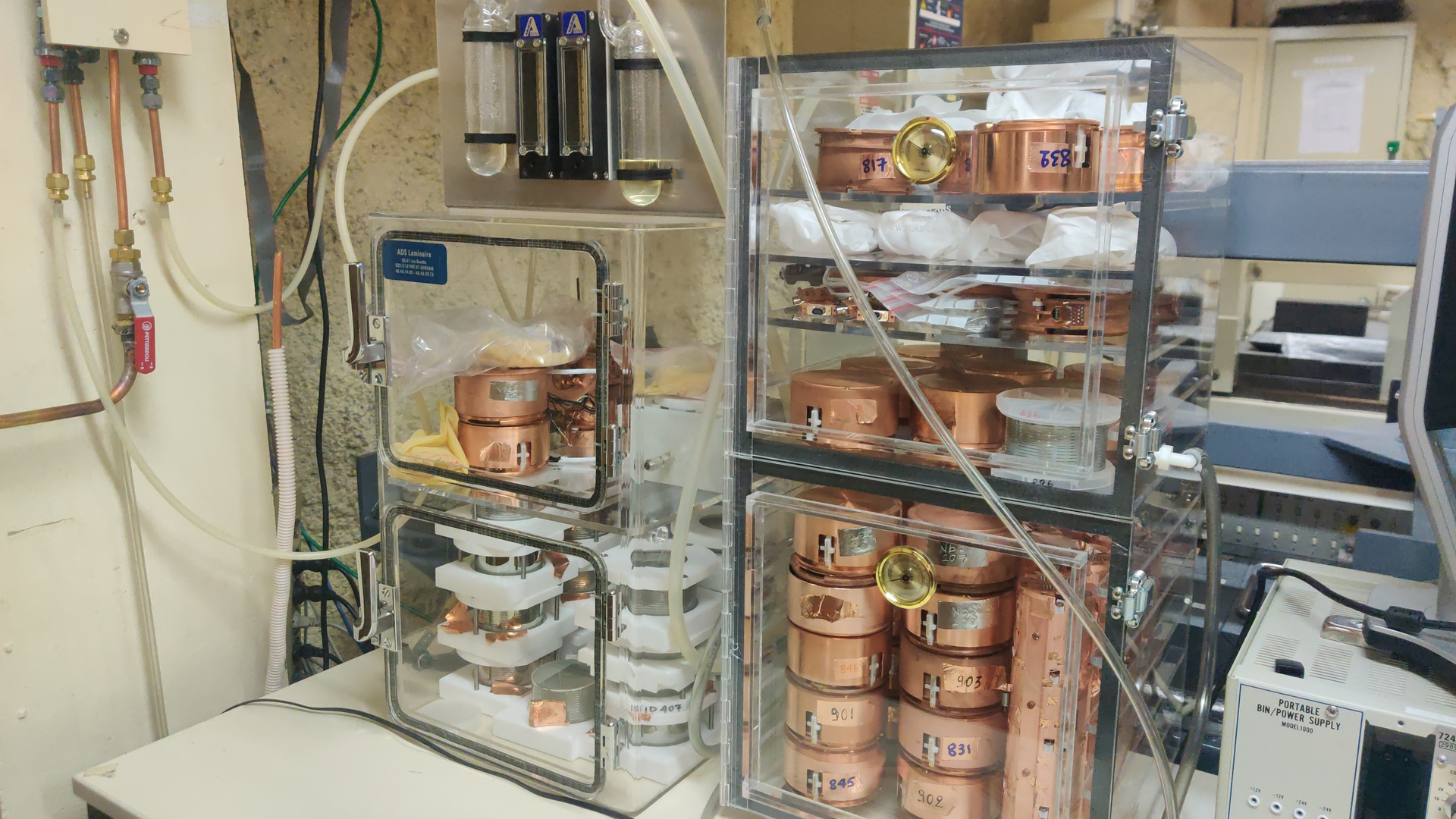
Échantillons conditionnés